# Viktors Eglītis
Viktors Eglītis (Sarkaņi Parish, 15 aprile 1877 – Riga, 20 aprile 1945) è stato un poeta lettone.
Trasferitosi da Mosca a Riga, aderì al simbolismo russo. Tra le sue opere si ricordano Ippocrene (1912), La fonte Castalia (1914), Terra ed eternità (1926), ecc.